# Due (Nevio)
Due è il secondo album del cantautore pop tedesco di origini italiane Nevio, pubblicato il 19 settembre 2008 dall'etichetta discografica Polydor.
L'album contiene collaborazioni con gli artisti internazionali Sally Cooper, Gabriella Cilmi e Giorgia, è stato promosso dai singoli Sento e Non ti aspettavo (Libertà) ma ha ottenuto minor successo in classifica rispetto al disco precedente.

## Tracce
CD (Polydor 06025 1760405 (UMG) / EAN 0602517604056)
1. Due - 3:12 (Nevio Passaro, Flavio Passaro)
2. Sento - 4:27 (Nevio Passaro)
3. How Long (feat. Sally Cooper) - 3:54 (Ben Cullum, Nevio Passaro)
4. Non ti aspettavo (Libertà) (feat. Gabriella Cilmi) - 4:06 (Christian Lohr, Maya Singh, Niccolò Agliardi, Nevio Passaro, Federico Zampaglione)
5. Questo sogno - 2:57 (Nevio Passaro)
6. Giralo - 3:17 (Niccolò Agliardi, Nevio Passaro)
7. Lo stesso - 3:40 (Niccolò Agliardi, Nevio Passaro, Fabio Roveroni, E. Mori)
8. Gli ultimi brividi (feat. Giorgia) - 3:17 (Kaballà, Antonio Galbiati, Nevio Passaro, D. Falanga)
9. 24 Reasons - 3:25 (Tom Albrecht, Nevio Passaro)
10. Angeli ubriachi - 3:26 (Christian Lohr, Maya Singh, Niccolò Agliardi, Nevio Passaro)
11. Ancora solo mia - 3:28 (Nicolò Fragile, Saverio Grandi, Nevio Passaro)
12. Vita da bradipo - 4:04 (Nevio Passaro)
13. Tutto da me - 3:49 (Niccolò Agliardi, Nevio Passaro, Martin Tingvall)
14. Ich selbst zu sein - 4:43 (Tom Albrecht, Dior Da Silva, Marc Kaschke, Nevio Passaro)

Limited Deluxe Edition - CD (Polydor 06025 1783675 (UMG) / EAN 0602517836754)
- Extras: DVD-Single

## Classifiche
| Classifica (2007) | Posizione raggiunta |
| ----------------- | ------------------- |
| Austria           | 24                  |
| Germania          | 26                  |